# Мерсенский договор
Мерсенский договор — соглашение, заключённое 8 (9) августа 870 года в Мерсене (сейчас — Нидерланды) между западно-франкским королём Карлом II Лысым и восточно-франкским королём Людовиком II Немецким о разделе Лотарингии в связи с отсутствием прямых наследников у их племянника, умершего в 869 году лотарингского короля Лотаря II. Западная часть Лотарингии отошла к Карлу II Лысому, восточная — (бо́льшая по территории) Людовику II Немецкому.